# José Villalobos
José Miguel Villalobos Chan (5 de junho de 1981) é um futebolista profissional costarriquenho que atua como defensor.

## Carreira
José Villalobos representou a Seleção Costarriquenha de Futebol nas Olimpíadas de 2004.